# Thomas & Friends: All Engines Go
Thomas & Friends: All Engines Go (titulada Thomas y sus amigos: Trenes a todo vapor en Hispanoamérica y Thomas y sus amigos: Allá vamos locomotoras en España) es una serie de televisión infantil educativa animada desarrollada por Rick Suvalle que se estrenó en Canal 5 en México el 23 de agosto de 2021, el bloque Cartoonito de Cartoon Network en los Estados Unidos el 13 de septiembre del mismo año y en Treehouse TV en Canadá el 18 de septiembre del mismo año. En Latinoamérica, la serie se estrenó el 4 de octubre de 2021 en Boomerang (actualmente Cartoonito).
La serie sirve como un reinicio de la serie original de Thomas y sus amigos que se desarrolló entre 1984 y 2021. Originalmente, se estableció como una continuación de la serie original (con las dos temporadas etiquetadas como temporadas 25 y 26), pero Mattel Television confirmó más tarde será una serie separada. Introduce "un enfoque completamente nuevo para el contenido de Thomas y sus amigos", con un nuevo estilo de animación y estructura de la historia.
Junto con Shining Time Station, Trenes a todo vapor se desarrolló en América del Norte en lugar de Europa. Con cuatro especiales Thomas y sus amigos: Carrera por la copa sodor (2021), Thomas y sus amigos: El misterio del mirador de la montaña (2022), Thomas y sus amigos: La gran creación de burbujas (2023) y Thomas y sus amigos: El experto del correo navideño (2024).

## Episodios

### Temporada 1 (2021-2022)
1. Una promesa de Thomas
2. Thomas despega
3. Lincencia para entregar
4. Las reglas del juego
5. Una entrega silenciosa
6. Kana despega
7. El escapé del dragon
8. El club de las más grandes aventuras
9. La campana de la suerte de Percy
10. El cargamento arenoso de Sandy
11. Una entrega en equipo
12. Contando vacas
13. La musica está en todas partes
14. El día al revés
15. Cazando arcoiris
16. El globo de Nía
17. Captura la bandera
18. Furgones Misterios
19. Limpiarodes de pantalla
20. Parada nocturna
21. La broma de Thomas
22. Perdidos y encontrados
23. El día del descansó de Thomas
24. El número uno real
25. Viaje emocionante
26. El apagón
27. Episorio 27
28. Episorio 28
29. Las huevastica de Thomas y Percy
30. Episorio 30
31. Tiranousaurio al revés
32. El atajo más largo
33. Una mercancía ligera
34. Problemas de pintura
35. Un mundo maravilloso
36. Silvatos descompuestos
37. Amigos frustrados
38. El plan perfecto de Nía
39. Algo para recordar
40. Sandy contra la tormenta
41. El festival de otoño
42. Tren fantasma
43. Rusty
44. Rescate Sorpresa
45. Cuidado con la ruedas
46. Adios, máquina asusta fantasmas
47. Mas Campanas
48. El sombrero de Sir Topham Hatt's Hat
49. La sorprendente sorpresa de Nía
50. Una nueva pista para Thomas
51. Skiff navega en Sodor
52. La canción de Sodor

### Temporada 2 (2022-2023)
1. Amigos veloces
2. Percy desaparece
3. La llegada asombrosa de Ashima
4. Tres-y-medio-tlón
5. El magnífico imán de Carly
6. El nuevo tren del correo
7. Percy el tren globo
8. El rechinido escalofriante de Carly
9. Sacudir, hacer ruido y Bruno
10. El apagón 2
11. Una pista nueva
12. Monstruo apestoso
13. Montaña Navideña
14. La tormenta de nieve
15. Quedo como nuevo
16. Mas que un tren bonito
17. Presumiento el quitanieves
18. Thomas a cargo
19. Kana se recarga
20. La peste del zorrillo
21. Fuerza de las vías
22. El dilema de diesel
23. Beresford al rescate
24. Nombres confusos
25. Obejas problemáticas
26. Problemas en el túnel
27. El caso de la grúa perdida
28. Una misión no tan secreta
29. Un San Valentín al estilo de Percy
30. El mejor regalo de San Valentín
31. Sandy la veloz
32. Todo sea por el mármol
33. El canto Marino de Salty
34. Recuperen al Kraken
35. La caída del cohete
36. Detalles ¿Cuáles detalles?
37. El triste tren azul
38. La locura del heno
39. Las reglas de Percy
40. La bendición del vagon
41. Una gran solución
42. Las consecuencias
43. El mapa perdido de Bruno
44. Un Sodor más seguro
45. El mal humor de Cranky
46. La misma ruta
47. Thomas por un día
48. El super eje
49. Jugemos a esperar
50. Todos los trenes al rescate
51. La perdida de Thomas
52. Las vistas de Sodor

### Temporada 3 (2024)
1. Zumbidos de la cabeza
2. Suenan las campanas
3. ¡Abraca-Diesel!
4. Demasiados compromisos
5. Sandy pone orden
6. La sorpresa verde de Nía
7. ¡A toda velocidad!
8. ¿Como te sientes?
9. Percy tiene un problemita
10. Un amigo de reemplazo
11. Pasteles... Sin prisa, pero sin pausa
12. Todos pueden ayudar
13. Pizzas para pícnic
14. Viajando con Terence
15. Crucero para cangrejos
16. Viajando con Winston
17. La carrera más lenta del mundo
18. Bruno necesita ayuda
19. Linternas y ovejas
20. Por amistad o lodo
21. Percy y el dilema de los patitos
22. Todo sea por el nido
23. Juegos de invierno
24. Villano por accidente
25. ¡Un mercado sobre ruedas!
26. Los olores de Sodor

### Temporada 4 (2025)
1. Estampida de ovejas
2. Fresabroso
3. Bichos escalofriantes
4. Enemigos del molino
5. Los patascaditos
6. La entrega apestosa
7. No arruines mi desfile
8. ¡Brillante y pulcra Sandy!
9. Diesel tiene un mal día
10. La admistad de Diesel
11. ¡Trenes artistas!
12. Comparte la carga
13. Oveeeejastrofe

## Producción
En octubre de 2020, Mattel Television formó una nueva asociación de coproducción con Nelvana Studio de Corus Entertainment y dio luz verde a dos nuevas temporadas para la serie Thomas y sus amigos, que consta de 104 episodios de 11 minutos y dos especiales de una hora. Se dijo que los nuevos episodios se producirían con animación 2D e incluirían más comedia física y música que antes.
En enero de 2021, se anunció que los nuevos episodios serían lanzados como una serie de televisión completamente nueva conocida como Thomas & Friends: Trenes a todo vapor. El productor ejecutivo Christopher Keenan declaró que estaba "diseñado para atraer la sensibilidad del público contemporáneo mientras se mantiene el espíritu de marca central de Thomas".

## Personajes
Thomas: es una pequeña locomotora color azul y presenta cambios notorios en comparación con su personaje de la serie anterior, Thomas es travieso pero una muy trabajadora locomotora que siempre está ahí para ayudar a sus amigos. Siempre se preocupa de mantener su "Promesa de Thomas" y trabaja duro para compensar los errores que comete. Él simplemente quiere ser la mejor locomotora #1 que puede ser.
Percy: es el mejor amigo de Thomas y es la segunda locomotora de la serie original en hacer debut en esta serie, su personalidad es que es tímido, pero muy amigable y amistoso. Sus amigos son Thomas, Nia, Kana y Diesel.
Diesel: A diferencia de la serie original, donde era aceitoso, malicioso, tortuoso, intrigante y lleno de ideas para vengarse, Diesel es retratado como uno de los mejores amigos de Thomas. Es el amigo competitivo de Thomas, siempre trata de superar a Thomas y, sin darse cuenta, causa problemas a todos en su búsqueda para ser "la verdadera locomotora #1". Sin embargo, aún conserva algo de su personalidad original, como tratar de sabotear a otros para ganar una carrera. Pero a pesar de esto, todavía tiene sus límites en lo que respecta a la deportividad, especialmente después de que vio a sus corredores favoritos, Farona y Frederico, intentar sabotear la oportunidad de Thomas y Kana de ganar la Copa Sodor. Tiene una lata llamada "Rusty".
Kana: es una locomotora eléctrica de alta velocidad proveniente de Japón y la primera locomotora de energía eléctrica en llegar a Sodor. Tiene una personalidad que demuestra confianza y determinación. Es un personaje nuevo introducido en este reboot.
Sandy: es un deslizador ferroviario que trabaja en Sodor junto con Carly. Sandy es muy enérgica y, aunque no es la locomotora más grande de la isla, todavía disfruta de la compañía de sus amigos mucho más grandes, muchos de los cuales reconocen que ella es un activo valioso para su comunidad. Sandy siempre participa en un juego si puede, y uno de sus aspectos favoritos de una carrera es ver quién es el ganador. Como tal, seguirá a alguien de cerca para ver si ganará o no. Sandy también es muy bueno con pequeñas reparaciones, cambiando el acoplamiento roto de Gordon por uno nuevo en segundos sin dificultad. Además, es muy inventiva y le gusta jugar en el barro y la arena, especialmente en la última. Es el segundo personaje en aparecer en el reboot y es un personaje original de esta nueva serie.

## Especiales
{{Lista de episodios